# خيرمان إسبينوزا
خيرمان إسبينوزا (بالإسبانية: Germán Espinosa)‏ هو كاتب وشاعر كولومبي، ولد في 20 أبريل 1938 في كارتاهينا في كولومبيا، وتوفي في 17 أكتوبر 2007 في بوغوتا في كولومبيا.